# Kateryna Ossadtcha
Kateryna Ossadtcha (en ukrainien : Катерина Осадча ; née le 12 septembre 1983) est une journaliste ukrainienne, animatrice des émissions « Social Life », « The Voice of Ukraine » (1-3, 6-8 saisons) et « The Voice Kids » sur la chaîne de télévision "1+1". De ses 13 à ses 18 ans, elle travaille dans le secteur du mannequinat en Europe occidentale, après quoi, elle retourne en Ukraine.

## Biographie
Kateryna est née le 12 septembre 1983 à Kiev. Son père, Oleksandr Ossadtchy, est directeur de l'usine Kyivprylad, tandis que sa mère est femme au foyer.  
En plus de ses activités scolaires, elle a pour activités la musique et la danse (elle est notamment membre de l'ensemble chorégraphique "Little Falcons"). À l'âge de treize ans, elle commence sa carrière de mannequin professionnel et sort diplômée de l'école de mannequinat de l'agence Bagira. À l'âge de 14 ans, elle part trois mois pour tourner à Tokyo. Kateryna réussit ses examens finaux à l'école à distance, en raison d'un programme de tournage chargé.

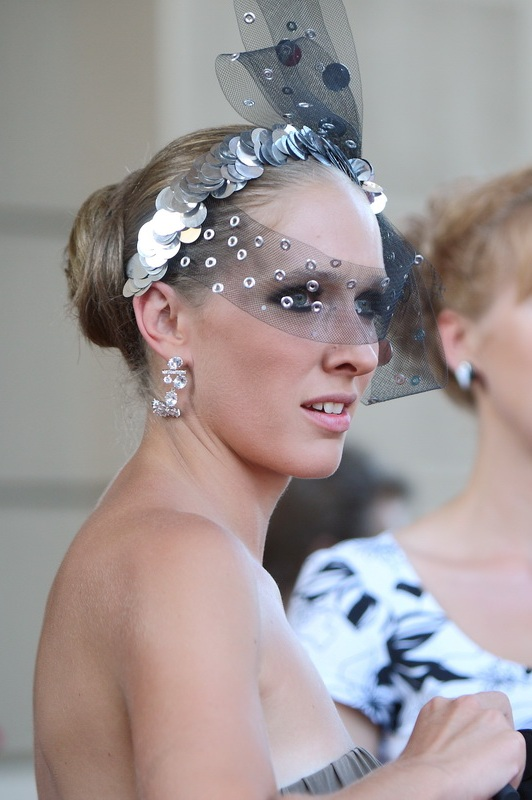
Kateryna au 1er Festival international du film d'Odessa

À l'âge de 18 ans, elle termine sa carrière de mannequin et retourne vivre en Ukraine. Elle épouse Oleh Polishchuk, député du Parti des Verts d'Ukraine, et, en 2002, donné naissance à un fils, Ilya. En raison d'une mauvaise connaissance de la langue ukrainienne, quatre mois après la naissance de son enfant, elle prend des cours avec un enseignant pour perfectionner sa parole et sa diction. Elle est diplômée par correspondance de la Faculté d'Histoire de l'Université de Kiev,.
Sa première expérience à la télévision est comme correspondante indépendante pour la première chaine nationale. En 2005, elle passe un casting et devient l'animatrice du projet "Vie sociale" sur la chaîne de télévision 'Tonis". En 2007, elle devient l'animatrice de l'émission "Social Life" sur l'UA:First. En août 2008, son émission commence à être diffusée sur la chaine 1+1.
En 2009, elle participe à la deuxième saison de l'émission "1+1" "Dancing for you" avec son partenaire Andriy Krys. En 2011, elle devient l'animatrice de la version ukrainienne de la franchise télévisée internationale « The Voice ».  
À partir du 11 octobre 2015, elle est l'animatrice de l'émission "Little Giants", une adaptation ukrainienne d'une émission de Televisa Pequeños Gigantes (en).
Le 31 octobre 2017, elle devient membre du jury "Model XL" aux côtés du designer Andre Tan, du chorégraphe Vlad Yama et du mannequin letton Tetyana Matskevych.

## Vie privée
En 2001, Kateryna Ossadtcha épouse un homme d'affaires et député du peuple du Parti vert, Oleh Polishchuk. En septembre 2002, elle a donné naissance à son fils, Illya. En 2004, elle divorce de son mari.
En février 2017, Katya Ossadtcha et Iouri Gorbounov ont annoncé qu'ils étaient officiellement mariés. Le 18 février 2017, le couple a eu un enfant, le garçon s'appelant Ivan. Le 19 août 2021, elle a donné naissance à son troisième fils, Daniel.

## Récompenses et réalisations
En 2006, elle est lauréate du prix pan-ukrainien "Femme du IIIe millénaire" dans la catégorie "Perspective".
En 2007, elle prend la 96e place dans le classement des "100 femmes les plus influentes d'Ukraine" selon le magazine "Focus" et, en 2013, la 64e.
En 2009, elle prend la 6e place dans le classement "Faces of Kyiv" selon le journal "Afisha". Cette même année, le chapeau de Kateryna Ossadtcha en forme de corbeau posé sur une branche est remarqué par le journal britannique The Daily Telegraph comme l'un des plus extravagants de la course équestre de Royal Ascot.
En février 2018, Kateryna Ossadtcha reçoit le titre de « Mère de l'année » selon « Viva ».
En avril 2018, elle remporte le prix de la télévision d'État "Teletriumph" dans la catégorie "Interviewer".